# Ломовка 1-я
Ломовка 1-я — исчезнувший посёлок в Колпашевском районе Томской области. На момент упразднения входил в состав Северского сельсовета. Упразднен в 1972 году.

## География
Посёлок располагался на правом берегу реки Ломная, в 13,5 км (по прямой) к северо-западу от деревни Север.

## История
Посёлок возник в начале 1930-х годов, когда бассейн реки Обь стал местом расселения спецпоселенцев из числа кулаков. По данным на 1938 год спецпосёлок Ломовский подчинялся Пиковской поселковой комендатуре. В посёлке проживало 8 семей спецпоселенцев.
Решением № 186 Томского облисполкома от 20 июля 1972 г. посёлок Ломовка 1-я исключен из учётных данных.

## Население
| 1939 | 1952 | 1959 | 1970 |
| ---- | ---- | ---- | ---- |
| 41   | ↗55  | ↗155 | ↘0   |

В 1938 году в поселке проживало 40 человек спецпоселенцев, в том числе 8 мужчин, 13 женщин и 19 детей до 16 лет.